# Hwantastic
《Hwantastic》은 한국의 싱어송라이터 이승환의 9번째 정규 앨범이다. 2006년에 발매된 이 앨범은 이승환이 구름물고기로 소속을 옮긴 뒤 발표한 첫 앨범이다. 첫 싱글은 ‘어떻게 사랑이 그래요’였으며 후속곡인 ‘울다’와 ’건전화합가요’로 계속 활동했다. 2007년 5월 12일 같은 제목의 공연이 잠실 올림픽 주경기장에서 열렸다. 판매량은 53,283장이다.

## 곡 목록
| #            | 제목                                             | 작사           | 작곡               | 편곡               | 재생 시간 |
| ------------ | ------------------------------------------------ | -------------- | ------------------ | ------------------ | --------- |
| 1.           | 〈이 노래〉                                      | 이승환         | 전해성             | 전해성             | 3:19      |
| 2.           | 〈그늘〉                                         | 이규호         | 이규호             | 정지찬             | 4:28      |
| 3.           | 〈건전화합가요〉 (Feat. 45RPM)                   | 이승환         | 이승환, 황성제     | 황성제             | 4:02      |
| 4.           | 〈어떻게 사랑이 그래요〉                         | 이승환         | 이승환, 황성제     | 황성제             | 4:55      |
| 5.           | 〈남편〉                                         | 이승환         | 황성제             | 황성제             | 4:16      |
| 6.           | 〈달빛소녀〉 (Feat. 정성미)                      | 이승환         | 이승환, 황성제     | 황성제             | 3:18      |
| 7.           | 〈소통의 오류〉                                  | 이승환         | 이승환, 황성제     | 지누               | 3:59      |
| 8.           | 〈울다〉                                         | 이승환         | 이승환             | 황성제             | 4:43      |
| 9.           | 〈손〉                                           | 이승환         | 황성제             | 황성제             | 4:08      |
| 10.          | 〈Rewind〉                                       | 이승환         | 고영환, 3rd Planet | 고영환, 3rd Planet | 3:47      |
| 11.          | 〈Pray For Me〉                                  | 이승환         | 이승환, 조삼희     | 정지찬             | 4:50      |
| 12.          | 〈We Are The Dream Factory〉 (Feat. Jessica H.O) | 이승환         | 고영환, 3rd Planet | 고영환, 3rd Planet | 3:33      |
| 13.          | 〈No Pain No Gain〉 (Feat. JP)                   | 이승환, 김진표 | 이승환, 황성제     | 3rd Planet         | 3:36      |
| 총 재생 시간 | 총 재생 시간                                     | 총 재생 시간   | 총 재생 시간       | 총 재생 시간       | 53:00     |

## 스태프
- Executive Producer 이홍철
- Photographer 김대형
- Design Director 이강현
- Design 장성은, 양은진
- Music Video 차은택
- Promotion 배영호, 박현학, 성준환, 윤상현
- Make Up 이진아
- Hair 김영순
- Stylist 배선경, 이승환
- Web Design 김현희
- Admin 임종덕, 김현진
- Marketing 이홍철, 윤보람
- Coordinator in LA Thomas Kang
- Mixing Studio DreamFactory Studio
- Mixing Engineer Clark Germain, 김한구, 장지복
- Engineer Coordinated by 김재경
- Mastering Studio Oasis Marketing, Burbank
- Mastering Engineer Eddy Schreyer
- Producer 이승환

## 같이 보기
- 이승환 디스코그래피
- 이승환 콘서트